# Tapinoma pygmaeum
Tapinoma pygmaeum is een mierensoort uit de onderfamilie van de Dolichoderinae. De wetenschappelijke naam van de soort is voor het eerst geldig gepubliceerd in 1857 door Dufour.